# 小山剛志
小山剛志（日语：／ Koyama Tsuyoshi，1967年10月4日—），日本男性配音員、演員，出身於愛知縣，畢業於早稻田大学。曾隸屬GLove，今在Across Entertainment旗下。身高180cm。妻子為動畫歌手下川美娜。

## 來歷、人物
- 以《∀GUNDAM》的菲爾（フィル・アッカマン）在動畫配音員領域出道。
- 除了配音員以外，也涉足舞台劇、日劇以及歌手領域。

## 逸話
- 東亞書法三段、算盤二級、日本英文檢定準一級。

## 作品
※粗體字為主要角色。

### 電視動畫
1999年
- ∀GUNDAM（菲爾·亞卡曼）

2000年
- 心動傳說 咕嚕咕嚕魔法陣（克雷門特）
- 名偵探柯南（三谷陽太）
- 獵人(舊版)（撕裂手喬尼、冒牌獵人、盜獵者、十老頭）

2001年
- 神鵰俠侶（公孫止）

2002年
- 洛克人EXE（電子聲、職員、天上的聲音）

2003年
- 奇諾之旅 the Beautiful World（導覽兵）
- 洛克人EXE AXESS（司機、控制員）

2004年
- 嚴窟王（貝比諾）
- 烏龍派出所（柴田鐵男、獅子丸）
- B傳說！戰鬥彈珠人（小豬的老大）

2005年
- Keroro軍曹（黒ロボピョン）
- 聖魔之血（里昂·迦西亞·德·艾斯杜利亞）
- 次元艦隊（島本艦長）
- 蟲師（金）

2006年
- 受讚頌者（克羅）
- 完美小姐進化論（花屋敷廣美）

2007年
- 光速蒙面俠21（峨王力哉）
- 武裝鍊金（戰部嚴至）

2008年
- 超能少女組（軍司康夫）
- 道子與哈金（托尼）
- 波菲的漫長旅程（船上的客人A）
- 棒球大聯盟（希佩魯德·桑切斯）

2009年
- 黑神 The Animation（阿邏宜）
- 天才麻將少女（山口大介）

2010年
- 刀語（校倉必）

2012年
- 軍火女王（師匠）
- 王者天下（沛浪）

2013年
- 銀之匙 Silver Spoon（御影豪志）
- 麻雀飯店（比利·The·XO）
- 王者天下2（沛浪）
- 蒼翼默示錄Alter Memory（獅子神·萬驅（邦哥））

2014年
- 咲-Saki- 全國篇（山口大介）
- 魔法少女大戰（加賀獅子禍津、議員）
- 愛絲卡&羅吉的鍊金工房～黃昏天空之鍊金術士～（杜克·貝里耶爾）
- 斬！赤紅之瞳（王牙）
- 花舞少女（大船勝）
- GUNDAM G之復國運動（德蘭森·薩馬達）
- 巴哈姆特之怒GENESIS（帕祖祖）
- 日常生活中的異能戰鬥（大叔）

2015年
- 東京喰種√A（田中丸望元）
- 聖劍使的禁咒詠唱（貝爾納爾德·賽爾蓋比其·伊格納修比其）
- GANGSTA.（米勒斯·麥爾）
- 受讚頌者 虛偽的假面（克羅）

2016年
- 蠟筆小新（墨鏡男）
- GATE 奇幻自衛隊 在彼方的土地，如斯的戰鬥 第2期（波魯、今津）
- 最弱無敗神裝機龍（巴葛萊薩·加修托夫）
- 甲鐵城的卡巴內里（廣塚）

2017年
- 廢天使加百列（導師）
- 龍珠超（第9宇宙戰士 巴積路）
- 數碼暴龍宇宙-應用怪獸（教練獸）
- 不正經的魔術講師與禁忌教典（巴奈特·傑斯塔）
- 青春歌舞伎（教頭）
- 正確的卡多（阿方篤彥[3]）
- 從零開始的魔法書（傭兵[4]）
- Fate/Apocrypha（龔特王）
- 奇諾之旅 -the Beautiful World- the Animated Series（中年警官）

2018年
- 銀河英雄傳說 Die Neue These 邂逅（奧夫雷沙）
- 多田君不戀愛（彩虹將軍、十三）
- 極道超女（少主[5]）
- LOST SONG（巴茲拉·貝亞摩爾斯[6]）
- 和風喫茶鹿楓堂（砂金宏和）
- 小邪神飛踢（男學生A）
- DOUBLE DECKER！道格＆基里爾（德里克·羅斯）
- 佐賀偶像是傳奇（豪剛雄）
- 刀劍神域 Alicization（PoH／瓦沙克·卡薩魯斯）
- 東京喰種:re 第2期（田中丸望元）

2019年
- 魯邦三世 再見搭檔（ノーマン）
- 賢者之孫（多米尼克·卡斯托爾）
- 為了女兒，我說不定連魔王都能幹掉。（肯尼斯·古倫格[7]）
- 小書痴的下剋上：為了成為圖書管理員不擇手段！（昆特）
- Fairy Gone 第2期（ゲイル・ドープ）
- 刀劍神域 Alicization War of Underworld（PoH／瓦沙克·卡薩魯斯）

2020年
- 慕留人-火影忍者新世代-（トラク）
- 歌舞伎町夏洛克（サンダース本部長）
- 小書痴的下剋上：為了成為圖書管理員不擇手段！第2期（昆特）
- 超異域公主連結 Re:Dive（骷髏老爹）
- 刀劍神域 Alicization War of Underworld -THE LAST SEASON-（PoH／瓦沙克·卡薩魯斯）
- 半妖的夜叉姬（屍屋獸兵衛）

2021年
- 席斯坦 -The Roman Fighter-（洛基）
- 佐賀偶像是傳奇 捲土重來（豪剛雄）
- 平穩世代的韋馱天們（吉巴喬）
- 半妖的夜叉姬 貳之章（屍屋獸兵衛）
- 名偵探柯南（菅田克信）
- SAKUGAN（BOSS）
- 異世界食堂2（宗右衛門）

2022年
- JoJo的奇妙冒險 石之海（史波茲·馬克思）
- 小書痴的下剋上：為了成為圖書管理員不擇手段！第3期（昆特[8]）
- 王者天下4（樊於期）
- 受讚頌者 二人的白皇（克羅[9]）
- 小邪神飛踢X（催債人2）
- 秋葉原冥途戰爭（老闆）
- 福星小子（墨鏡男、無線電的聲音）

2023年
- 眾神眷顧的男人2（索爾迪歐）
- 最強陰陽師的異世界轉生記（加爾·加尼斯）
- 甜點轉生（格拉薩朱）
- BLEACH 千年血戰篇-訣別譚-（傑拉爾德·瓦爾奇利[10]）
- 我想成為影之強者！ 2nd season（加格諾[11]）

2024年
- 戰國妖狐（荒吹）
- 極速星舞（日向源治郎[12]
- 轉生貴族憑鑑定技能扭轉人生～繼承弱小領土後，招募優秀人才打造最強領土～（馬薩郡長）
- 關於我轉生變成史萊姆這檔事 第3期（吉田薫）
- 地下城中的人（佩可莫）
- 凍牌～地下麻將鬥牌錄～（高津則之[13]）

2025年
- 離開A級隊伍的我，和從前的弟子往迷宮深處邁進（班伍德[14]）
- MIRU 我的未來（傑克森[15]）
- 桃源暗鬼（一之瀨剛志[16]）

### OVA
1999年
- 銀河英雄傳說外傳 螺旋迷宮（古德溫）

2003年
- HUNTER×HUNTER GREED ISLAND（甘舒）

2004年
- HUNTER×HUNTER G・I Final（甘舒）

2009年
- OVA 傳頌之物（克羅）

2013年
- 虹色女孩☆鑽石星路 第2話 兩名天才（監督）※「Ciao」2013年11月號附錄

### 電影版動畫
2001年
- 阿萊蒂公主（柏克斯）

2009年
- 新子與千年魔法（多多良權周防介）

2015年
- 人造人009VS惡魔人（傑羅尼莫Jr.[17]）

2016年
- 謝謝你，在世界的角落找到我（浦野十郎）

2019年
- ONE PIECE STAMPEDE（巴士底[18]）
- G之復國運動 I 去吧！核心戰機（德蘭森·薩馬達[19]）

### 網絡動畫
2014年

2015年

2018年
- 惡魔人 Crybaby（将軍）
- B：彼之初（市長）
- 異世界居酒屋「阿信」（霍格）

2020年
- NOCTURNE BOOGIE（影山狩宇）

2024年
- （長頸鹿）

### 遊戲
- 蒼翼默示錄（獅子神萬驅）
- 蒼翼默示錄連續變換（獅子神萬驅）
- 蒼翼默示錄連續變換II（獅子神萬驅）
- 机动战士高达战记（克里斯托·德尔）

2006年
- 傳頌之物（克羅）

2010年
- 異度神劍（迪克森）

2015年
- 傳頌之物 虛偽的假面（克羅）
- 公主連結！（骷髏老爹）

2016年
- 傳頌之物 二人的白皇（克羅）
- 來組樂隊吧！

2017年
- 女友伴身邊（惡主持男[22]）
- 偉大馬爾什的迷宮（基姆雷德）

2018年
- 超異域公主連結 Re:Dive（骷髏老爹）
- 波波羅克洛伊斯物語 娜爾希婭之淚與妖精之笛（札巴[23]）
- 真紅之焰 真田忍法帳（毘沙門[24]）
- 任天堂明星大亂鬥 特別版（小麥克）

2020年
- 異度神劍 終極版（迪克森）
- 赛博朋克2077（竹村五郎）

### 廣播劇CD
- 傳頌之物系列（克羅）
  - 傳頌之物 原創廣播劇〜圖斯庫爾的皇后〜
  - 傳頌之物 原創廣播劇〜圖斯庫爾的內亂〜
  - 傳頌之物 原創廣播劇〜圖斯庫爾的財寶〜
- Fate/stay night Original Soundtrack & Drama CD Garden of Avalon - glorious, after image（沃蒂根）
- BLAZBLUE 廣播劇CD「ぶるどら りべるわん」（獅子神萬驅）
- 小書痴的下剋上：為了成為圖書管理員不擇手段！
  - 廣播劇CD8（昆特、クラペッヒ[25]）
  - 廣播劇CD10（昆特[26]）

### 外語配音
- KAMEN RIDER DRAGON KNIGHT（馬克·德可斯可/）

### 特攝
2002年
- 假面騎士龍騎（假面騎士奧丁的聲音、各召喚機聲音）

2003年
- 假面騎士龍騎 Episode Final（假面騎士奧丁的聲音、各召喚機聲音）
- 假面騎士555 消失的天堂（ライオンオルフェノク的聲音）

2007年
- 假面騎士電王（ライノイマジン的聲音）

2009年
- 假面騎士Decade（龍騎系召喚機聲音）

2010年
- 假面騎士×假面騎士×假面騎士 THE MOVIE 超・電王三部曲 EPISODE YELLOW 來自END PIRATES的寶物（ブラックドラグバイザー聲音）

2012年
- 假面騎士×超級戰隊 超級英雄大戰（ドラグバイザー音声）

2014年
- 平成騎士對昭和騎士 假面騎士大戰 feat.超級戰隊（ドラグバイザー聲音）

2017年
- 假面騎士EX-AID（巴加蒙崩源體的聲音）

2019年
- 假面騎士ZI-O 外傳 PART2『RIDER TIME 龍騎』（假面騎士奧丁的聲音、各召喚機聲音）

### 舞台
- 「新彼得潘」
- 「センゴク・プー」（TEAM 發砲・B・ZIN）
- 「風雲天狗 妖亂」（BQMAP）
- 「狼人 犬神紋次郎」（BQMAP）
- 「ザ・ストーカーズ」（劇團維他命大使ABC）
- 「世襲ブギ★」（劇團維他命大使ABC）
- 中島淳彥戰中戰後三部作 第三彈 長崎篇「普通的生活3」（44 Produce Unit）
- 「BIRDS」（30-DELUX）
- 劇團方南組番外公演「男たちよ懺悔しなさい! 〜ぐち〜」
- 「喝采」KOYA-MAP第2回公演
- 「黑執事」（ATELIER DUNCAN） - 飾演 バルドロイ
- 「MASKED RIDER LIVE&SHOW 〜十年祭〜」 - シオマネキング的聲音 / 假面騎士新2號的聲音
- 巧克力女孩（2010年2月10日－14日，新宿Theater Mall）
- 巧克力女孩2 〜巧克力女孩VS紅豆女孩〜（2011年2月9日－14日，前進座劇場）
- 喝采〈動畫歌音樂劇版本〉（KOYA-MAP・アニソンぷらす，2012年10月31日－11月4日、前進座劇場）

### CD
- （Lantis，LACM-4367）
- （F.I.X Records，KICM-4032）
- 「百歌聲爛 -男性聲優編III-」

### 其他
- K-1 WORLD MAX リングアナウンサー
- 「声優グランプリ」公認!声優界<雀王>決定戦! <J-1グランプリ> Vol.1 DVD（2008年）
- 「声優グランプリ」公認!声優界<雀王>決定戦! <J-1グランプリ> Vol.2 DVD（2009年）
- 夢をかなえるゾウ（動畫版）その5・その6 脚本（2009年）

## 來源
1. ↑  . 小山剛志のNo Pain, No Life. goo.   [2013-12-22]. （原始内容存档于2020-12-02）.
2. ↑  . excite News. 2012-02-15  [2017-05-21]. （原始内容存档于2019-04-19）.
3. ↑  . 電視動畫「正確的卡多」官方網站.   [2017-01-25]. （原始内容存档于2017-01-26）.
4. ↑  . 電視動畫「從零開始的魔法書」官方網站.   [2016-10-02]. （原始内容存档于2020-02-07）.
5. ↑  . 電視動畫「極道超女」官方網站.   [2018-01-15]. （原始内容存档于2018-02-08）.
6. ↑  . 電視動畫「LOST SONG」官方網站.   [2017-09-24]. （原始内容存档于2020-02-17）.
7. ↑  . 電視動畫「為了女兒，我說不定連魔王都能幹掉。」官方網站.   [2019-04-19]. （原始内容存档于2019-04-19）.
8. ↑  . Comic Natalie. 2021-08-06  [2021-08-06]. （原始内容存档于2021-08-06） （日语）.
9. ↑  . MANTANWEB. 2022-06-10  [2022-06-10]. （原始内容存档于2022-06-13） （日语）.
10. ↑  . Comic Natalie. 2023-05-28  [2023-05-28]. （原始内容存档于2023-05-28） （日语）.
11. ↑  . Comic Natalie. 2023-05-28  [2023-05-28]. （原始内容存档于2023-05-29） （日语）.
12. ↑  . Comic Natalie. 2024-03-08  [2024-03-08]. （原始内容存档于2024-03-26） （日语）.
13. ↑  . Comic Natalie. 2024-07-15  [2024-07-15] （日语）.
14. ↑  . Comic Natalie. 2024-11-12  [2024-11-12]. （原始内容存档于2024-11-13） （日语）.
15. ↑  . Comic Natalie. 2025-02-25  [2025-02-25]. （原始内容存档于2025-02-25） （日语）.
16. ↑  . Comic Natalie. 2025-06-21  [2025-06-21] （日语）.
17. ↑  . 「サイボーグ009VSデビルマン」公式サイト.   [2015-07-17]. （原始内容存档于2015-07-16）.
18. ↑  . ONE PIECE.com. 2019-05-25  [2019-05-26]. （原始内容存档于2019-05-26）.
19. ↑  . G之復國運動.   [2019-12-01]. （原始内容存档于2019-12-13）.
20. ↑  . .   [2020-07-08]. （原始内容存档于2020-07-10）.
21. ↑  . ORICON NEWS. 2024-01-25  [2024-01-25]. （原始内容存档于2024-02-06）.
22. ↑  . 女友伴身邊官方BLOG. 2017-10-31  [2017-11-02].
23. ↑  . 遊戲「ポポロクロイス物語 〜ナルシアの涙と妖精の笛」官方網站.   [2017-10-24]. （原始内容存档于2020-02-14）.
24. ↑  . 遊戲「真紅之焰 真田忍法帳」官方網站.   [2018-01-18]. （原始内容存档于2021-02-11）.
25. ↑  . TOブックス.   [2022-08-10]. （原始内容存档于2022-06-07） （日语）.
26. ↑  . TOブックス.   [2023-12-06]. （原始内容存档于2023-09-25） （日语）.

## 外部連結
- （日語） 小山剛志のNo Pain,No Life （页面存档备份，存于），網誌。
- （日語） 小山剛志・グロウブ，事務所GLove上的介紹頁。
- （日語） 小山剛志的X（前Twitter）